# Азербайджано-ангольские отношения
Азербайджано-ангольские отношения — двусторонние дипломатические отношения между Азербайджанской Республикой и Республикой Ангола в политической, экономической и культурной сферах.

## Дипломатические отношения
Дипломатические отношения между Азербайджаном и Анголой впервые были установлены 1 декабря 1994 года
Посольство Анголы в России является одновременно посольством Анголы в Азербайджане. Посольство Азербайджана в ЮАР является одновременно посольством Азербайджана в Анголе.
10-11 июня 2008 года состоялся официальный визит первой леди Анголы — Миссис Луизы Милагре Питры в Азербайджан с целью принять участие в международном форуме «Расширение роли женщин в межкультурном искусстве», прошедшем в столичном городе Баку.

## Экономическое сотрудничество
Согласно статистическим данным торгового отделения ООН (COMTRADE), в 2014 году объём экспорта кухонных предметов, железа, стали, а также предметов быта Азербайджана в Анголу составил 330 долларов США.
Согласно статистическим данным торгового отделения ООН (COMTRADE), в 2017 году объём экспорта текстильной продукции Азербайджана в Анголу составил 2,2 тысячи долларов США.
Осуществляется сотрудничество в нефтегазовой сфере, а также в области водоснабжения, энергетики и сельского хозяйства.

### Товарооборот (тыс. долл)
| Год  | Экспорт Азербайджана | Импорт Азербайджана | Сумма товарооборота |
| ---- | -------------------- | ------------------- | ------------------- |
| 2020 | 17,27                | 14,63               | 31,9                |
| 2021 | 123,72               | 0                   | 123,72              |
| 2022 | 202,46               | 244,63              | 447,09              |

## Культурные связи
Между странами осуществляется сотрудничестве в сфере образования. Ежегодно осуществляется обмен студентами.
5—12 мая 2013 года студенты Азербайджанской Дипломатической академии посетили Анголу и соседние страны (в том числе Южно-Африканскую Республику, Намибию, Ботсвану и другие) в рамках проекта «Capstone».
25 мая 2023 года в Луанде на фестивале Дня Африки был организован азербайджанский уголок с целью ознакомления жителей Анголы с культурой Азербайджана.